# 스트레인저 6
《스트레인저 6》(영어: Strangers 6)는 2012년 일본-한중일 공동 제작 TV 시리즈다. 10억엔의 예산으로 일본에서 영화 촬영이 2011년 7월 1일에 시작되었다. 첫 번째 에피소드는 2012년 1월 27일 WOWOW에서 일본에서 초연되었다.

## 출연

### 주연
- 오지호
- 김효진
- 카라사와 토시아키
- 키카와다 마사야
- 투쑹옌
- 장펑펑
- 이소정
- 박정학
- 김시운

### 조연
- 최민
- 최귀화 : 송제문 역